# Chrysopa lojensis
Chrysopa lojensis is een insect uit de familie van de gaasvliegen (Chrysopidae), die tot de orde netvleugeligen (Neuroptera) behoort. 
Chrysopa lojensis is voor het eerst wetenschappelijk beschreven door Navás in 1929.